# Елена Емануилова
Елена Емануилова е българска писателка на фентъзи.

## Биография
Родена е на 7 март 1978 г. в град София. Завършва специалност „Връзки с обществеността“ в Софийския университет „Св. Климент Охридски“. Започва да се занимава с писане на фентъзи още на осемнадесет годишна възраст. Тогава тя написва първата част от фентъзи поредицата в три тома „Великото изпитание“. Другите две части от поредицата са издадени през 1996 г. – „Смъртоносното учение“ и 1998 г. – „Вълшебството на медальона“.
Тези нейни първи три книги са приети добре от критиците, както и от почитателите на фентъзи жанра в България. Най-популярна става нейната четвърта книга, която не е включена в поредица, а е издадена самостоятелно – „Обетът на седмината“ (ISBN 954-9537-49-8).